# Częściowy porządek

Zbiór podzbiorów {x,y,z}, uporządkowany przez inkluzję

Liczby naturalne częściowo uporządkowane relacją podzielności

Krata podgrup czwartej grupy diedralnej

Częściowy porządek lub krótko porządek – typ relacji matematycznej, a konkretniej dowolna relacja dwuargumentowa łącząca trzy cechy:
- zwrotność;
- przechodniość;
- (słaba) antysymetria.

Równoważnie: antysymetryczny praporządek.
Jeśli {\displaystyle X} jest zbiorem, a {\displaystyle \leqslant } częściowym porządkiem na {\displaystyle X}, to para uporządkowana {\displaystyle (X,\leqslant )} bywa znana jako poset, z ang. partially ordered set – zbiór częściowo uporządkowany. Ta nazwa występuje zwłaszcza w matematyce dyskretnej.

## Ostre i słabe porządki
Słabymi porządkami częściowymi nazywane są relacje zwrotne, przechodnie i antysymetryczne, z kolei ostre porządki częściowe to relacje przeciwzwrotne i przechodnie (relacja przeciwzwrotna i przechodnia jest zarazem asymetryczna). Porządki ostre i słabe są blisko związane w tym sensie, że łatwo jest zamienić relację jednego typu na relację drugiego typu.
Przypuśćmy, że {\displaystyle \preccurlyeq } jest (słabym) porządkiem częściowym na zbiorze {\displaystyle X.} Wówczas relacja {\displaystyle \prec } na {\displaystyle X} zdefiniowana przez
{\displaystyle x\prec y\iff x\preccurlyeq y\land x\neq y}
jest ostrym porządkiem częściowym.
I na odwrót, jeśli {\displaystyle \prec } jest ostrym porządkiem częściowym na zbiorze {\displaystyle X,} to relacja {\displaystyle \preccurlyeq } na {\displaystyle X} zdefiniowana przez
{\displaystyle x\preccurlyeq y\iff x\prec y\lor x=y}
jest (słabym) porządkiem częściowym.

## Oznaczenia
Często w tekstach matematycznych używamy zarówno słabej, jak i silnej wersji porządku, którym się interesujemy. Zwyczajowo używamy wtedy oznaczeń takich, aby wersja słaba była oznaczana symbolem zawierającym znak równości (np. {\displaystyle \leqslant ,\sqsubseteq ,\subseteq ,\preccurlyeq }), a wersja silna była oznaczona symbolem bez tego znaku (np. {\displaystyle <,\sqsubset ,\subset ,\prec }).
Należy mieć jednak na uwadze, że zwyczaj taki nie wykształcił się względem zawierania zbiorów, gdzie symbol {\displaystyle \subset } oznaczać może zawieranie właściwe lub niewłaściwe (relację silną lub słabą). W celu uniknięcia nieporozumień stosuje się więc często symbole {\displaystyle \subseteq } oraz {\displaystyle \varsubsetneq } odpowiednio dla relacji słabej i silnej.

## Przykłady
- Szczególnym przypadkiem częściowego porządku jest porządek liniowy, w szczególności: naturalny porządek na liczbach rzeczywistych jest porządkiem częściowym.
- Relacja {\displaystyle \preccurlyeq } określona w zbiorze liczb zespolonych:
{\displaystyle a+bi\preccurlyeq c+di\iff a\leqslant c\land b\leqslant d}

jest częściowym porządkiem. Nie jest to jednak porządek liniowy.
- Relacja podzbiorów określona na dowolnej rodzinie podzbiorów ustalonego zbioru jest częściowym porządkiem.
- Każdy praporządek {\displaystyle R} wyznacza porządek częściowy po utożsamieniu elementów {\displaystyle x,y} takich że {\displaystyle x\;R\;y} i {\displaystyle y\;R\;x;} proces ten można nazwać redukcją praporządku do porządku.